# Misumenoides bifissus
Misumenoides bifissus är en spindelart som beskrevs av F. O. Pickard-Cambridge 1900. Misumenoides bifissus ingår i släktet Misumenoides och familjen krabbspindlar.
Artens utbredningsområde är Guatemala. Inga underarter finns listade i Catalogue of Life.